# Philip Slone
Philip «Phil» Slone (Nueva York, Estados Unidos, 20 de enero de 1907-West Palm Beach, Estados Unidos, 4 de noviembre de 2003) fue un futbolista estadounidense que jugaba como centrocampista. 
En 1929, obtuvo la licenciatura en Derecho en la Universidad de San Juan de Nueva York.

## Selección nacional
Fue internacional con la selección de fútbol de los Estados Unidos en una ocasión. Formó parte de la selección que obtuvo el tercer lugar en la Copa del Mundo de 1930, pese a no haber jugado ningún partido durante el torneo. Fue el último sobreviviente de aquel plantel.

### Participaciones en Copas del Mundo
| Mundial                        | Sede    | Resultado    | Partidos | Goles |
| ------------------------------ | ------- | ------------ | -------- | ----- |
| Copa Mundial de Fútbol de 1930 | Uruguay | Tercer lugar | 0        | 0     |

## Clubes
| Club                 | País           | Año       |
| -------------------- | -------------- | --------- |
| New York Hakoah      | Estados Unidos | 1928-1929 |
| New York Giants      | Estados Unidos | 1929-1930 |
| Hakoah All-Stars     | Estados Unidos | 1930-1931 |
| New York Brookhattan | Estados Unidos | 1933-1940 |

## Palmarés

### Campeonatos nacionales
| Título                 | Club            | País           | Año  |
| ---------------------- | --------------- | -------------- | ---- |
| National Challenge Cup | New York Hakoah | Estados Unidos | 1929 |

### Distinciones individuales
| Distinción                                  | Año  |
| ------------------------------------------- | ---- |
| Incluido en el National Soccer Hall of Fame | 1986 |